# Forêt communautaire d'Alibi 1
 (juin 2023).
Si vous disposez d'ouvrages ou d'articles de référence ou si vous connaissez des sites web de qualité traitant du thème abordé ici, merci de compléter l'article en donnant les références utiles à sa vérifiabilité et en les liant à la section « Notes et références ».
La forêt communautaire d'Alibi 1 (FCA) est une aire protégée de la préfecture de Tchamba, au Togo.

## Géographie

### Localisation
La forêt communautaire d'Alibi-1 est située dans la région centrale, l’Est du Togo, à la frontière avec le Bénin, plus précisément dans la préfecture de Tchamba, dans le canton d'Alibi 1, en bordure nord de la réserve de faune d'Abdoulaye. Elle s'étend sur une superficie estimée à 5 500 hectares. Ses limites sont définies à l'Ouest par le fleuve Mono, à l'Est par la rivière Ogou et au Nord par le village d'Agbawiliga. D'un point de vue phytogéographique, la forêt communautaire d'Alibi-1 fait partie de la zone écologique III, qui est principalement constituée de forêts claires, de savanes diverses, de forêts galeries et de petits îlots de forêts denses.

### Relief
La topographie est caractérisée par la présence d'une plaine centrale qui présente un paysage en interfluve, avec une altitude comprise entre 250 et 350 mètres. Cette plaine repose sur le socle cristallin granito-gneissique de l'unité structurale de la plaine bénino-togolaise. Les sols de la région sont principalement de types ferrugineux tropicaux et se distinguent en sols peu profonds limono-argileux, sols profonds sablo-limono-argileux et sols profonds sablo-limoneux.

## Histoire
Après les troubles socio-économiques des années 1990 au Togo, des populations originaires du Sud du pays s'installent illégalement dans la réserve de faune d'Abdoulaye, exerçant ainsi une forte pression sur les ressources forestières de la région jusqu'en 2003. Elles sont expulsées de la réserve en 2004 et s'installent dans les villages voisins.
Les populations autochtones d'Alibi, qui ont conservé une partie de leurs terres comme réserve de chasse, doivent gérer la réserve dans un contexte de pression foncière exercée par les populations allochtones agricoles installées sur leurs terres.
Consciente des menaces pesant sur les ressources naturelles de son territoire, la communauté d'Alibi-1 prend l'initiative de renforcer la préservation de cette zone adjacente à la forêt classée d'Abdoulaye[réf. souhaitée].
Au Togo, les forêts communautaires sont régies par la loi forestière de 2008. Ainsi, la communauté d'Alibi est l'une des communautés du Togo qui a devancé l'État en matière de conservation communautaire de la biodiversité.

## Biodiversité

### Flore
La flore recensée comprend 229 espèces appartenant à 166 genres et 51 familles. Les familles les plus diversifiées sont les Fabaceae (42 espèces), Malvaceae (18 espèces) et Poaceae (17 espèces).Cinq (5) groupements de relevés ont été discriminés : deux (2) groupements de savanes arborées/arbustives, deux (2) groupements de forêts claires/savanes boisées et un (1) groupement de forêts galeries/forêts denses sèches,